# ロシア極東連邦総合大学函館校
ロシア極東連邦総合大学函館校（ロシアきょくとうれんぽうそうごうだいがくはこだてこう、ロシア語: Филиал Дальневосточного Федерального Университета в г. Хакодатэ）は、ロシア連邦・ウラジオストクの極東連邦大学（露: ДВФУ、英: FEFU）の日本・北海道函館市にある分校であり、日本で唯一のロシアの大学の分校でもある。1994年（平成6年）に設立された。

## 概要
日本では学校法人函館国際学園により設置されている専修学校（専門課程）ともなっているが、同法人の理事長はFEFUの学長も勤めたクリーロフ・ウラジミルが法人設立以後2020年（令和2年）4月まで兼任していた。また、函館校の校長を初めとした教員の多くもウラジオストク本校から派遣されているなど、名実ともに極東連邦大学にある4つの分校のひとつである。ロシアでは国立大学および連邦大学である極東連邦大学の正規の分校として認められている。日本では専修学校として認可され、外国大学の日本校としても指定されている。
1994年（平成6年）4月に、ロシアの極東国立大学の分校である「ロシア極東国立総合大学函館校」として開校し、ロシア言語文学部（4年制）、ロシア語専攻コース（2年制）を開設した。この時点ではロシアの大学としては扱われていたが、日本では学校教育法に定める学校（大学等）や専修学校、各種学校のいずれとも認可されておらず、日本の法令上はいわゆる無認可校として扱われていた。これは、この当時に日本に設置されていた外国大学の日本校としては一般的であった。
1996年（平成8年）4月、日本において学校法人函館国際学園が設置する「専修学校ファーイースタンステイトユニバーシティ函館校」として改めて発足、一般的な学校名としては、ロシア極東国立総合大学函館校のまま変わらず。ロシア言語文学科（4年制）、ロシア語科（2年制）を開設した。
専修学校として認可された1996年度以降に入学した、ロシア言語文学科（4年制）、ロシア語科（2年制）を卒業した学生には専門士の称号が付与されている。これにより、日本の大学への編入学が広く認められている。
1999年度（平成11年度）、ロシア地域学科（4年制）を新設、同学科を卒業した学生にも専門士の称号が付与される。これに伴い、ロシア言語文学科（4年制）は前年度までで募集停止。
2005年度（平成17年度）以降にロシア地域学科（4年制）を卒業した学生に、高度専門士の称号が付与される。これにより、日本の大学院への入学も明確に認められるようになった。
このほか、ロシア地域学科（4年制）を卒業した学生には、極東連邦大学よりロシア連邦教育科学省認定の卒業証書およびロシアの学士号が授与される。
2006年（平成18年）6月23日付で日本の文部科学省より「外国大学の日本校」として指定された。これによって、日本の大学との単位互換や編入学等において日本の大学と同様の取り扱いを受けられることが多くなった。
2007年（平成19年）4月1日付で、専修学校としての学校名を「専修学校ロシア極東大函館校」に変更した。
2011年（平成23年）1月1日付で、一般的な学校名を「ロシア極東連邦総合大学函館校」に変更した。前年に極東国立大学が極東連邦大学に改組されたことに伴うもの。
2022年ロシアのウクライナ侵攻をきっかけに日露関係が急激に悪化し、入学希望者が大幅に減少したことから、2025年度の新入生募集を停止すると発表した。

## 学科
- ロシア地域学科（4年制）
- ロシア語科（2年制）

いずれも、ロシアの大学としては正規の課程のひとつであり、日本の専修学校としては専門課程のひとつとなっている。

## 学校生活

### 教育
- 授業

ウラジオストク本校より派遣されたロシア人教授を中心に独自の教授法とカリキュラムで、実用的なロシア語とロシアに関する文化・経済等の幅広い専門知識のバランスよい習得を目指している。
基本的に学年ごと1クラスでの授業が行われ、2年次までの多くの授業はロシア地域学科（4年制）とロシア語科（2年制）の学生が一緒に授業を受ける。
ほぼすべての科目が必修である。学年制を採っている。各期（半年間）ごとに、ロシアの大学の方式に則った形で成績評価のための試験も行われる。
- 科目

ロシア地域学科（4年制）では、全授業時数の55%ほどがロシア語の会話、文法、読み書き、通訳・翻訳に関わる科目で占められている。さらに、20%ほどがロシアの文化、経済、歴史、貿易などのロシアに関わる専門知識を学ぶ科目となっている。この中にはパソコンでキリル文字の入力などロシア語を扱う方法といったものも含まれる。また、英語の科目も12%ほどを占める。その他、法学、数学、体育といった一般教養や論文作成の科目もある。
ロシア語科（2年制）では、全授業時数の55%ほどがロシア語関連の科目、30%ほどがロシア関連知識の科目、12%ほどが英語の科目となっており、ロシア地域学科の2年次までと科目の構成はあまり変わらない。その他、論文作成の科目もある。
- テルキ

卒業までにロシア連邦教育科学省認定の「ロシア語検定試験（Типовой тест по русскому языку как иностранному、通称：テルキ、ТРКИ）」の第1レベル以上の合格を目標に掲げている。この検定試験は、外国人がロシア国内の大学への入学・編入学および大学院への入学を志願する際に、指定するレベルに合格することが1998年以降必須要件として求められている。ロシア版TOEFLといったところである。
それまでロシア国内でのみ実施されていた試験が、2000年度（平成12年度）から2011年度（平成23年度）まで年1回、基礎レベル、第1レベル、第2レベルの試験が函館校でも実施され、学生だけでなく広く一般からも受験者を受け入れていた。現在は日本国内では、日本対外文化協会で実施している。
- 海外留学

ロシア地域学科の学生（4年制）は3年次に3ヶ月間、ロシア語科（2年制）の学生は2年次に1ヶ月間、全員がウラジオストク本校附属の「ロシア語文化センター」に留学実習として語学留学を行う。センターでは毎月テルキが実施されており、函館校の学生は留学期間中に受験する。

### 行事
- はこだてロシアまつり

毎年、函館校主催で「はこだてロシアまつり」が開催される。第15回まで7月に行われていたが、第16回より2月に変更された。学生にとってこのイベントは学校祭のようなものであり、さらには地域住民にロシアに触れてもらおうという趣旨もあり、一般に広く公開される。
ロシア料理が食べられるレストランやカフェ、ロシアの民芸品やお菓子などが買える売店、ロシアの民族衣装を着ての写真撮影など様々なコーナーがあり、中にはロシアで大人気のゲームということでチェスができるコーナーもある。
- マースレニッツァ

マースレニッツァとは、スラヴ神話に由来してロシアでは一般的に行われている、春の到来を祝うお祭りである。学生たちはシャシリク（ロシア風バーベキュー）や、ブリヌィ（ロシア風クレープ）を食べ、冬の女王であるモレーナ（ru）に扮した藁人形を燃やし、春の神「ヤリロ」の復活を祝う。
2013年度（2014年）より、例年2月の「はこだてロシアまつり」の一部として開催されている。
- АБВГ-Day（アー・ベー・ヴェー・ゲー・デイ）

2008年度より毎年11月頃に開催されている、ロシア語での発表や様々な活動を行う校内イベント。アー・ベー・ヴェー・ゲーとは、ロシア語アルファベットの先頭から4文字を指す。
個人部門では学生それぞれが3分程度で行い、詩の暗唱や歌唱、自身が興味を持つ事柄に関する様々な発表などをロシア語で行う。グループ部門では、ロシア語を用いたクイズやゲームなどを行う。
例年この時期にはウラジオストク本校で日本を専攻している留学生も来ており、留学生も日本語での個人発表やグループ参加などを行っている。
過去に毎年2月に行われていたロシア語弁論大会の代わりとして、弁論という形に限らずロシア語での発表の機会を得て、もっと言語に親しみ言語学習意欲を涵養したいという趣旨で行われている。

## 関係施設

### 函館ロシアセンター
ロシア政府出資の対外文化普及のための組織である「ロシアの世界」基金による「函館ロシアセンター」が、函館校内に併設されている。現在50ヵ国以上に設置されているロシアセンターのうち、CIS諸国以外では世界で初めて設置された。
ロシアの文化普及の一環として図書館・マルチメディアセンター機能を持ち、ロシア関連の多数の書籍やDVD・CDなどが備え付けられている。普段は函館校の授業でも利用されているが、開館時間内であれば図書閲覧などの一般利用も可能である。
日本国内には他に、東京都八王子市の創価大学内に創価大学ロシアセンター（東京ロシアセンター）がある。

### 在札幌ロシア連邦総領事館函館事務所
函館校は函館市国際交流施設に所在しているが、同じ建物内に在札幌ロシア連邦総領事館函館事務所が入居している。
函館市が幕末からロシアと交流を続けている歴史があり、また函館校が所在していることもあり同じ建物内にロシアの領事施設が入居することになった。その縁もあり、函館事務所長の交代着任の際には函館校の学生が歓迎の儀式フレップ・ソリ（パンと塩）を行い、また函館校の行事であるАБВГ-Dayやはこだてロシアまつりには函館事務所長が参加するなど、函館校との間で活発な交流が続いている。

## アクセス

### 鉄道
- JR函館本線函館駅下車、路面電車またはバスに乗り換える。

### 路面電車
- 函館市電末広町電停下車、徒歩約5分。

### 路線バス
- 函館バス元町バス停下車、徒歩約3分。